# Vészvilágítás

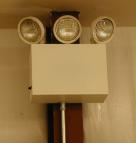
Háromizzós vészvilágítás egy lakóépületben

A vészvilágítás egy a közmű hálózattól független világítóeszköz, ami automatikusan bekapcsol, amikor  áramszünet lép fel, amelynek célja pánik elkerülése vagy baleset megelőzése.A tartalékvilágítás fogalomkörébe tartozik. Az új kereskedelmi és magas kihasználtságú lakóépületeknél a szabvány megköveteli a vészvilágítás létesítését, mint például a főiskolák, kollégiumok. A legtöbb építési előírás a régi épületeknél is megköveteli a telepítésüket.

## Története
A vészvilágítást úgy tervezték, hogy csak akkor jöjjön működésbe, amikor áramszünet van. Ezért van szükség minden modellnél valamiféle akkumulátor- vagy generátor-rendszerre, ami a villamos energiát biztosítja  ezeknek a vészfényeknek áramszünet esetén is. A legkorábbi modellek hagyományos izzók voltak, amelyek csak homályosan világítottak egy adott területet áramszünet esetén, és talán elegendő fényt adtak, hogy megoldják a problémát és ki tudják üríteni az épületet. Hamar felismerték azonban, hogy egy célzottabb, világosabb és hosszabb élettartamú fényforrásra van szükség. A korszerű sürgősségi fényvető egy nagy lumenű, szélesebb lefedettségű fényt adott, ami elég jól megvilágítja az adott területet.
A korai akkumulátoros rendszerek hatalmasak voltak, eltörpültek a lámpák méretei, amelyeknek az áramellátást biztosították. A rendszereknek általában ólomakkumulátorok tárolták a teljes 120 voltos töltést. Összehasonlításképpen, egy autó a gyújtásrendszer részeként egy ólom-sav akkumulátort használ. Egyszerű tranzisztor- vagy relétechnológiát használtak a lámpák és az akkumulátorok bekapcsolásához áramkimaradás esetén. Ezeknek az egységeknek a mérete, valamint a súlya és a költsége tette őket viszonylag ritka felszereléssé. Mivel a technológiát tovább fejlesztették, a lámpa működéséhez szükséges feszültségértékek csökkentek, és ezt követően az akkumulátorok méretei szintén csökkentek. A modern lámpa csak akkora, mint az izzók maguk – az akkumulátor is illeszkedik a berendezéshez, azaz benne van és nincs akkumulátortelep.

## Vonatkozó szabványok
- IEC 60598-2-22 Ed. 3.0: Lámpatestek – 2-22. rész[1]
- A konkrét követelmények – Vészvilágítási lámpatesteknek[2]
- IEC 60364-5-56 Ed. 2.0: Kisfeszültségű elektromos berendezések – 5-56. rész[3]
- Az elektromos berendezése kiválasztása és felszerelése – Biztonságtechnikai szolgáltatások[4]
- ISO 30061:2007 (CIE S 020/E:2007): Vészvilágítás (megadja a fényviszonyi követelményeket a vészhelyzeti világítási rendszerekhez)